# Oeax marshalli
Oeax marshalli là một loài bọ cánh cứng trong họ Cerambycidae.